# Valdimar Briem
Valdimar Briem, född 1 februari 1848 och död 1930, var en isländsk präst.
Briem var prost i Stórinúpur, och 1910 ordinationsbiskop med uppgift att fungera som präst vid biskopsordinationer. Han var en av Islands främsta psalmdiktare, och ledamot av kommittén 1878 för revision av den isländska psalmboken. I den av kommittén 1886 utgivna psalmboken var Briem rikt företrädd. Han har dessutom utgett flera diktsamlingar med bibliska motiv.